# Heinrich Gustav Hotho

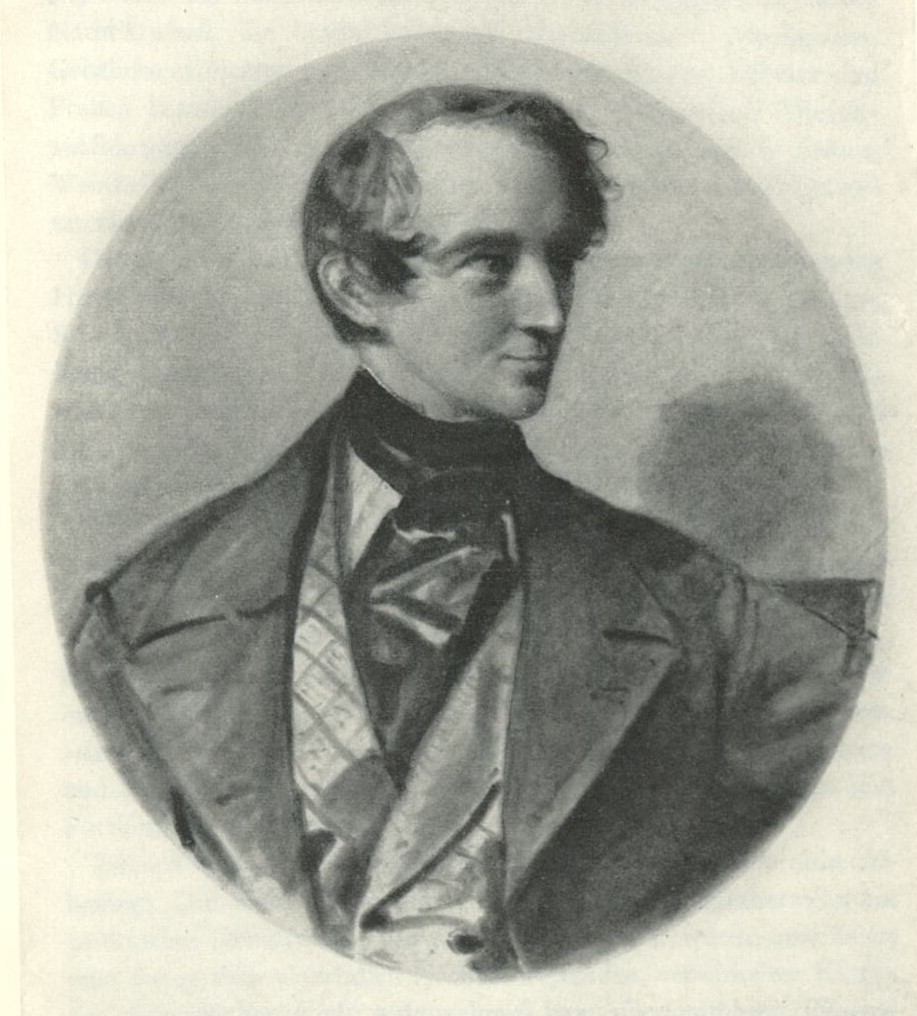
Wilhelm Hensel: Heinrich Gustav Hotho

Heinrich Gustav Hotho (* 22. Mai 1802 in Berlin; † 24. Dezember 1873 ebenda) war ein deutscher Philosoph und Kunsthistoriker. Er wurde bekannt als Herausgeber von Hegels Vorlesungen über die Ästhetik (1835).

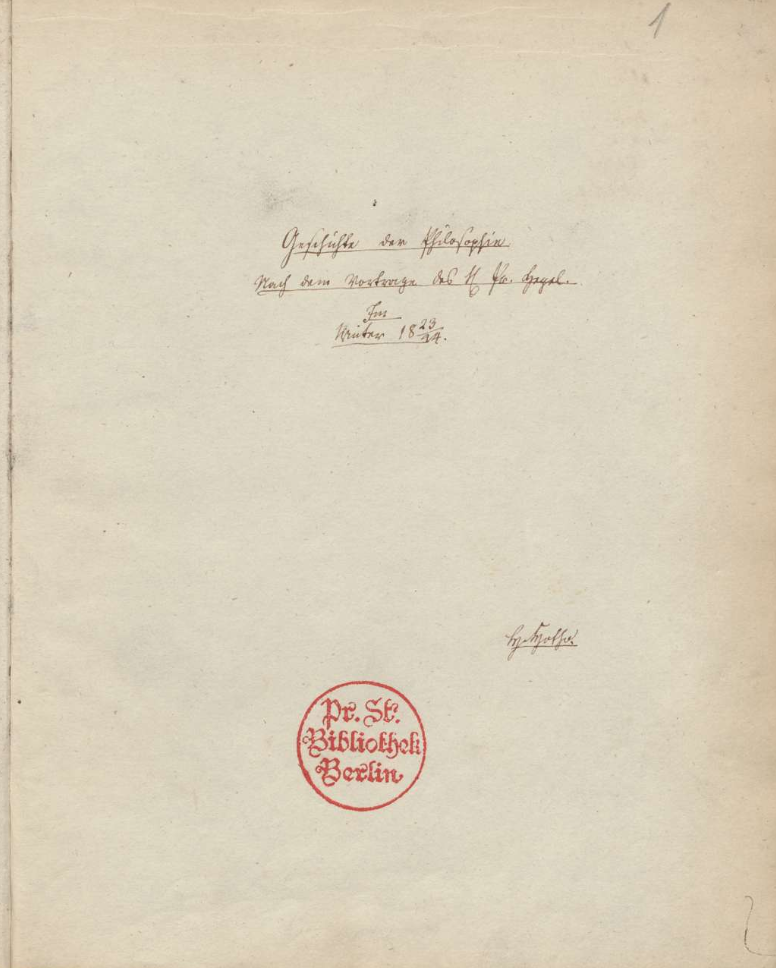
Hegel Geschichte der Philosophie Manuskript (1823)

## Leben
Hotho besuchte das Joachimsthaler Gymnasium. Im Anschluss studierte er zunächst Rechtswissenschaft, besuchte aber auch bald Vorlesungen Hegels. In Breslau studierte er für einige Zeit Philosophie und bereiste später für kunstgeschichtliche Studien London, Paris, Belgien, Italien und die Niederlande. Im Jahr 1826 promovierte er und ein Jahr später habilitierte er sich. Daraufhin wurde er 1829 Professor der Ästhetik und Kunstgeschichte in Berlin. 1859 wurde er zum Direktor der Kupferstichsammlung des Berliner Museums ernannt.

## Philosophie
Hotho wird zu den Althegelianern gezählt.

## Hotho als Hegel-Herausgeber
Hothos Name ist noch heute verknüpft mit der Ästhetik Hegels. Gleich nach Hegels Tod 1831 hatte sich eine Gruppe von Freunden des Verstorbenen an die Arbeit gemacht, dessen nachgelassene philosophische Arbeiten zu publizieren. Hotho wurde mit der Ästhetik betraut. Von Hegels eigener Hand lagen ihm nur Notizen vor. Er arbeitete diese in die Mitschriften ein, die er als Student in den Vorlesungen seines Lehrers Hegel gemacht hatte; dazu verwendete er Mitschriften anderer Hörer von Hegels Vorlesungen. Diese Textaufbereitung Hothos erschien als Vorlesungen über die Ästhetik in drei Bänden 1835, 1837 und 1838. Sie wurde zunächst von der wissenschaftlichen Kritik, etwa von Karl Rosenkranz, überaus günstig aufgenommen (ZIEMER 1994 p. 257). Auch buchhändlerisch wurde das Werk ein Erfolg. Schon 1842 brachte der Verlag Duncker & Humblot eine zweite Auflage heraus, für die ebenfalls Hotho als Herausgeber zeichnete. Es ist zweifellos Hothos Verdienst, dass die Vorlesungen zu einem der lesbarsten und erfolgreichsten Bücher Hegels wurden; »Hotho did his work brilliantly,« urteilt noch 1975 der britische Herausgeber der Ästhetik (ZIEMER 1994 p. 259). In der ideologiekritisch eingestimmten Bundesrepublik jedoch geriet Hothos Arbeit in ein schiefes Licht. Der Verdacht wurde laut, Hotho habe »fortschrittliche« Elemente in Hegels Vorlesungen wegretuschiert und die Ästhetik »konservativer« gemacht als Hegels Sichtweise eigentlich gewesen sei. (Näheres wie auch bibliographische Angaben zu dieser Kontroverse bei ZIEMER 1994 p. 259 und 348). Noch die Ausgabe der Werke im Suhrkamp-Verlag hält sich an die Hotho’sche Textkonstitution. 1995 erschien im Meiner-Verlag in der Reihe der Vorlesungen, Ausgewählten Nachschriften und Manuskripte die Mitschrift Hothos aus dem Jahr 1823, in der historisch-kritischen Ausgabe der Gesammelten Werke erschienen 1998 die erhaltenen Vorlesungsmanuskripte Hegels zur Ästhetik (die nicht alles Hotho bei seiner Edition noch zugängliche Material umfassen), 2015 erschien der erste Band weiterer Mitschriften zu den Vorlesungen über die Philosophie der Kunst. Die Hotho-Mitschrift von 1823 erschien 2004 bei Frommann-Holzboog. Weitere Nachschriften anderer Hörer erschienen 1995 bei Peter Lang und 2004 bei Suhrkamp und Fink.

## Werke (Auswahl)
- Vorstudien zu Leben und Kunst (1835)

Die Vorstudien stehen deutlich in der Tradition der „Kunstbekenntnisse“, ein Genre, das von Goethe und auf dem Gebiet der Musik in erster Linie von Wackenroder geschaffen wurde (Barfoed 1967:384). Hotho gibt hier (laut seinem Vorwort) in Fragen der Kunstbetrachtung einer emotional beeinflussten Herangehensweise und Darstellung den Vorzug vor philosophischer Strenge.
Als Ich-Erzähler in anonymen Briefen, als deren Herausgeber er fungiert, legt er dar, wie er strebte, sich „die genügendste Einsicht verschaffen in die geheime Vollendung des Werkes; wie ich sie im Innersten empfand, wollte ich sie mir und Anderen deutlich entwickeln“.
In romantischer Manier wird die Beschreibung der eigenen Annäherung an das zu untersuchende Objekt zur Methode der wissenschaftlichen Arbeit, wie auch die wissenschaftliche Motivation aus der persönlichen erwächst.
Hotho gerät in seiner Kunstbetrachtung sogleich an den Unterschied von Anspruch und Wirklichkeit. Er hält das wissenschaftliche Denken für einen Feind der Kunst, und sein Anspruch ist es, dass sich, „diesen Gegensätzen zum Trotz, Kunst, Leben und Wissenschaft nicht durchaus entzweien, sondern, wenn auch unterschieden und festbegränzt sich in Einklang zu setzen wissen“ und somit eine Versöhnung herstellen lässt von „Poesie und Prosa […] wenigstens von Seiten der Poesie und Wissenschaft“. Formales Ziel ist dabei eine Verbindung von Darstellung und Kritik.
- „Vorstudien für Leben und Kunst“ (1835)
- „Geschichte der deutschen und niederländischen Malerei“ (2 Bde., 1842 f.)
- „Die Malerschule Huberts von Eyck“ (unvollendet, 2 Bde., 1855 ff.)
- „Eyck-Album mit Text“ (1861)
- „Dürer-Album mit Text“ (1863)
- „Die Meisterwerke der Malerei vom Ende des 3. bis zum Anfang des 18. Jahrhunderts in photo- und lithographischen Nachbildungen“ (unvollendet, 1865 ff.)
- „Geschichte der christlichen Malerei“ (unvollendet, nur 3 Lieferungen, 1867–1872)